# 내부순환로
내부순환로(內部循環路)는 서울특별시 마포구 성산대교 북단에서 성동구 성수동 성동 분기점까지 연결하는 순환 고속화도로이다. 이 도로는 동서축 간선도로로는 두 번째고, 총 길이는 22km이며, 편도 3차로로 구성되어 있다.

## 역사
- 1990년 : 착공
- 1993년 7월 23일 : 성산대교 북단 ~ 하월곡 분기점 구간은 북부간선도로, 하월곡 분기점 ~ 성동 분기점 구간은 정릉천간선도로로 명명[2]
- 1995년 10월 31일 : 성산대교 북단에서 홍제 나들목 구간 개통
- 1995년 10월 31일 : 성산대교 북단 ~ 홍제램프 5.0km 구간을 자동차 전용도로로 지정[3]
- 1998년 12월 15일 : 홍제 나들목에서 월곡 나들목 구간 개통
- 1998년 12월 15일 : 홍제램프 ~ 하월곡 분기점 10.2km 구간과 하월곡 분기점 ~ 성동 분기점(성북구 하월곡동 ~ 성동구 성수동) 6.8km 구간을 자동차 전용도로로 지정[4]
- 1998년 12월 18일 : 전구간 명칭을 내부순환로로 변경[5]
- 1999년 2월 1일 : 월곡 나들목에서 성동 분기점 구간을 개통함으로써 내부순환로 전 구간 개통됨
- 2003년 7월 1일 : 청계천 복원 공사로 청계천로와 내부순환로를 연결했던 청계 램프가 폐쇄, 철거
- 2007년 11월 14일 : 국민대학교 램프 추가 개통
- 2016년 2월 22일 : 정릉천 구간 고가도로 구조물에서 지지 케이블이 끊어지는 결함이 발견되어 종암 ~ 성동 구간 약 1달간 임시 통행제한[6]
- 2016년 3월 19일 : 공사 완료 및 통행 제한 해제

## 경유지
서울특별시
- 마포구 - 서대문구 - 종로구 - 성북구 - 동대문구 - 성동구

## 노선
- 시설물

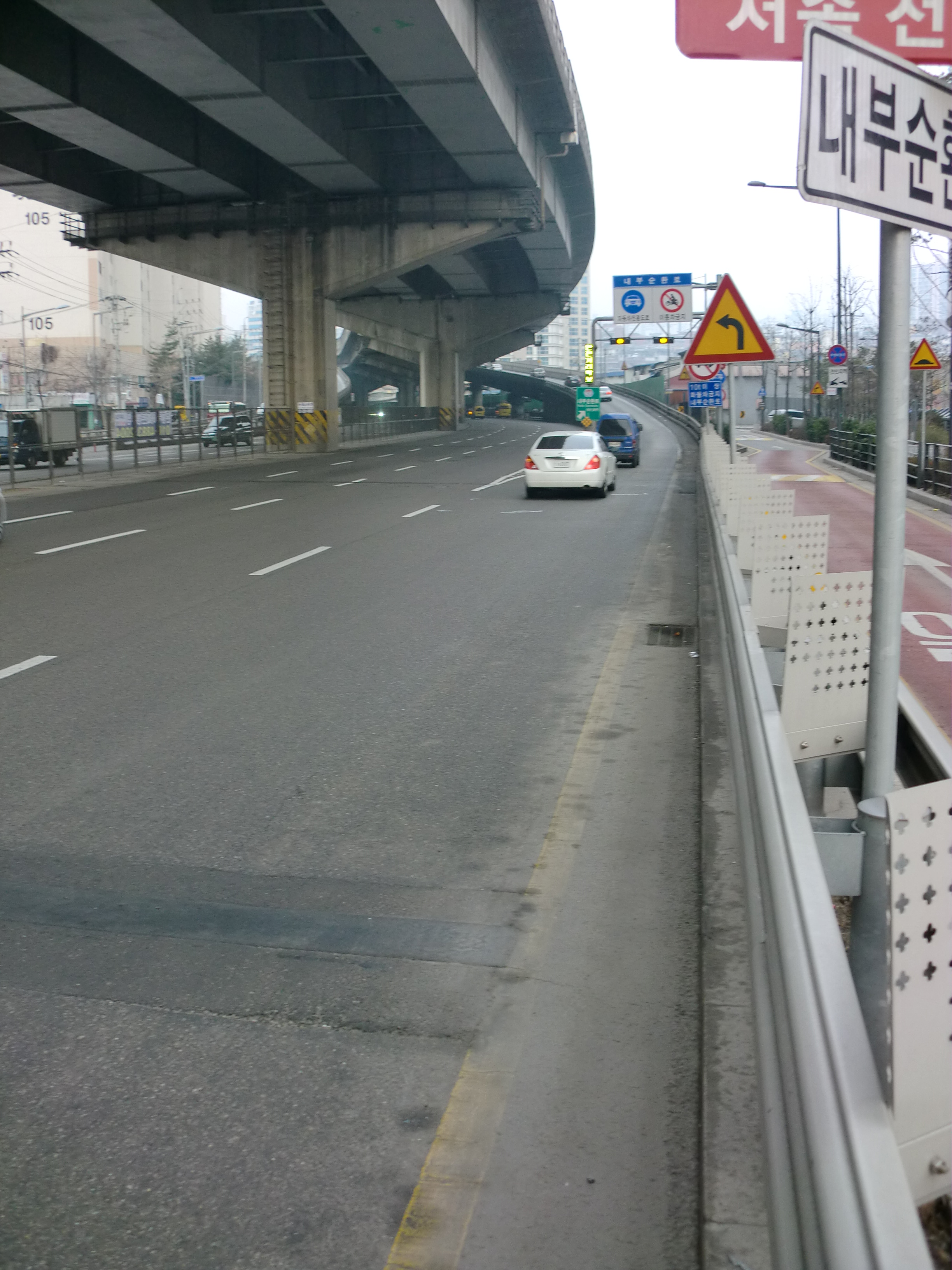
내부순환로 길음램프

  - IC : 나들목(Interchange)
  - JC : 분기점(Junction)
  - TN : 터널(Tunnel)
- (■): 자동차 전용도로 구간

| 종류 | 번호   | 이름                          | 접속 노선                                                   | 소재지     | 소재지                                      | 비고                                        |
| ---- | ------ | ----------------------------- | ----------------------------------------------------------- | ---------- | ------------------------------------------- | ------------------------------------------- |
| JC   |        | 성산대교분기점 월드컵대교북단 | 국도 제77호선 국가지원지방도 제23호선 (강변북로) 월드컵대교 | 서울특별시 | 마포구                                      | 기점                                        |
| IC   | 1      | 성산램프                      | 국도 제1호선 국도 제48호선 성산로                           | 서울특별시 | 마포구                                      | 성동 방면 진입만 가능 성산 방면 진출만 가능 |
| IC   | 2      | 연희램프                      | 모래내로 홍제천로 수색로                                    | 서울특별시 | 서대문구                                    | 성동 방면 진입만 가능 성산 방면 진출만 가능 |
| IC   | 3      | 홍제램프                      | 연희로                                                      | 서울특별시 | 서대문구                                    | 성동 방면 진출만 가능 성산 방면 진입만 가능 |
| IC   | 4      | 홍은램프                      | 세검정로                                                    | 서울특별시 | 서대문구                                    | 성동 방면 진입만 가능 성산 방면 진출만 가능 |
| TN   |        | 홍지문터널                    |                                                             | 서울특별시 | 서대문구                                    | 연장 1,890m                                 |
| TN   | 종로구 | 홍지문터널                    |                                                             | 서울특별시 |                                             | 연장 1,890m                                 |
| TN   |        | 정릉터널                      |                                                             | 서울특별시 | 상행 연장 1,640m 하행 연장 1,657m           |                                             |
| TN   | 성북구 | 정릉터널                      |                                                             | 서울특별시 | 상행 연장 1,640m 하행 연장 1,657m           |                                             |
| IC   | 5      | 국민대입구                    | 정릉로                                                      | 서울특별시 | 성동 방면 진입만 가능 성산 방면 진출만 가능 |                                             |
| IC   | 5      | 정릉램프                      | 정릉로                                                      | 서울특별시 | 성동 방면 진출만 가능 성산 방면 진입만 가능 |                                             |
| IC   | 6      | 길음램프                      | 정릉로 종암로                                               | 서울특별시 | 성동 방면 진출만 가능 성산 방면 진입만 가능 |                                             |
| JC   | 7      | 하월곡 분기점                 | 북부간선도로                                                | 서울특별시 | 교통방송 등에서 종암JC라고도 한다.          |                                             |
| IC   | 8      | 월곡램프                      | 월곡로                                                      | 서울특별시 | 성동 방면 진입만 가능 성산 방면 진출만 가능 |                                             |
| IC   | 9      | 마장램프                      | 청계천로                                                    | 서울특별시 | 동대문구                                    | 성동 방면 진출만 가능 성산 방면 진입만 가능 |
| -    | -      | 청계램프                      | 청계고가도로                                                | 서울특별시 | 성동구                                      | 2003년 7월 1일 철거                         |
| IC   | 10     | 사근램프                      | 살곶이길                                                    | 서울특별시 | 성동구                                      | 성동 방면 진입만 가능 성산 방면 진출만 가능 |
| JC   |        | 성동 분기점                   | 동부간선도로                                                | 서울특별시 | 성동구                                      | 종점                                        |

## 교량 및 터널
- 홍제천고가교
- 북부고가교
- 정릉천고가교
- 홍지문터널
- 정릉터널

## 사건, 사고
- 2003년 6월 6일 이 도로의 홍지문터널에서 중형버스(기아 콤비)와 현대 테라칸 승용차가 전면 충돌해 화재가 나는 사고가 발생했으며 이 사고로 40여 명이 부상하고 약 20분간 환기시설의 작동이 중단되었다.[7]
- 2012년 1월 19일 이 도로의 연희램프 진입로에서 성산대교에서 홍은동 방향으로 달리던 쌍용 체어맨 승용차가 화단을 들이받고 25m 아래로 추락하여 운전자는 차량에서 튕겨져나와 숨지고 차량은 엔진과열로 전소되었다. 2011년 11월에도 1톤 차량이 화단을 들이받고 추락하는 사고가 2건 있었다.[8]
- 2016년 2월 20일 이 도로의 교량구간 안전점검 중 정릉천 위 고가도로 구간의 구조물에 이상이 발견되어 2월 22일 자정부터 월곡램프-사근램프 구간이 전면 통제되었다.[9]

## 연결 도로
- 내부순환로의 서쪽 기점인 성산대교에서는 자유로, 강변북로, 그리고 서부간선도로와 연결된다.
- 국민대학교에서 월곡 나들목으로 향하면, 1, 2차선은 내부순환도로 마장 램프 방향으로 연결되어 있고 3, 4차선은 북부간선도로로 연결된다.
- 거꾸로 마장램프에서 북부간선도로를 타려면, 월곡 램프[10]에서 내려서 월곡역 교차로 다음에 있는 상월곡 램프를 타야 한다.

## 주의 사항
- 내부순환로는 개통과 동시에 전체 구간이 자동차 전용도로로 지정되어 있으므로 이로 인해 자전거, 보행자, 손수레, 우마차 등의 통행이 금지되어 있다. 이륜자동차(모터사이클 혹은 오토바이)의 경우는 긴급자동차로 지정된 이륜자동차(싸이카 및 소방용 모터사이클 등)에 한해 통행이 가능하나 그 밖의 이륜자동차는 통행이 불가하고 초소형 전기차,  농기계 등은 통행이 금지되어 있다. 또 올림픽대로와 강남순환로, 북부간선도로와 마찬가지로 총중량 10톤 이상 또는 초과 화물자동차와 가스나 유류, 유독물, 농약 등 위험물질 운반차량, 건설기계 차량과 폭발물 운반차량, 대형 트레일러 차량(대형 트랙터 트레일러 및 대형 풀카고 트럭 등) 등도 통행이 제한되어 있다. (홍제천, 청계천, 정릉천 일대를 통과.)

## 사진

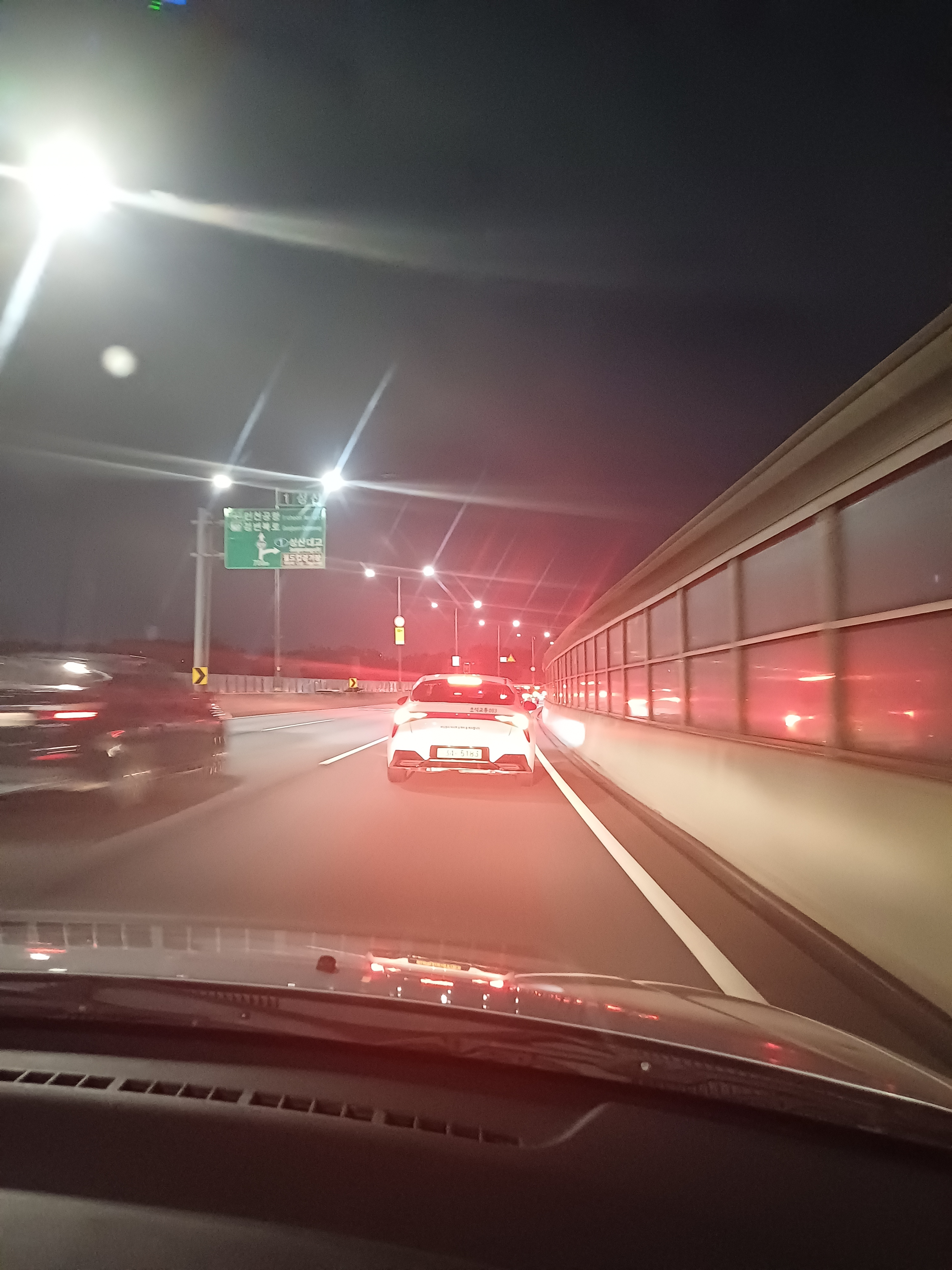
성산램프

## 같이 보기
- 강남순환로
- 올림픽대로